# Shalane Flanaganová
Shalane Grace Flanaganová (* 8. července 1981) je americká běžkyně na dlouhé vzdálenosti. Získala stříbrnou medaili na olympijských hrách v roce 2008 v 10 000 m a bronzovou medaili na mistrovství světa IAAF v roce 2011 v cross country. Vyhrála také ženský newyorský maratón 2017.